# Autopistas de Alemania

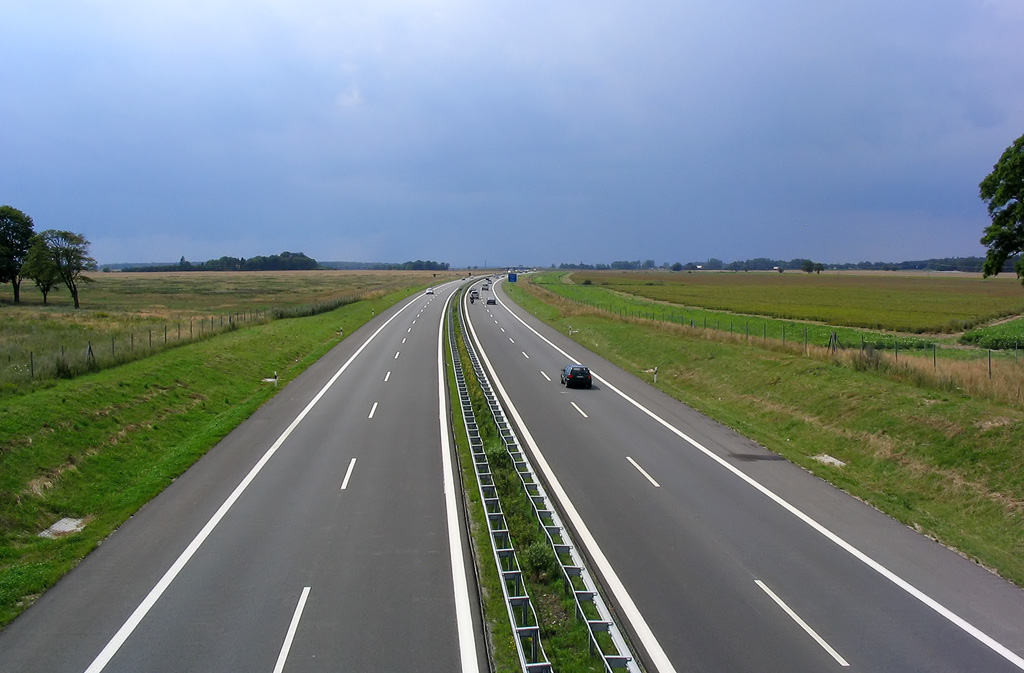
Autovía A 20 por Langsdorf.

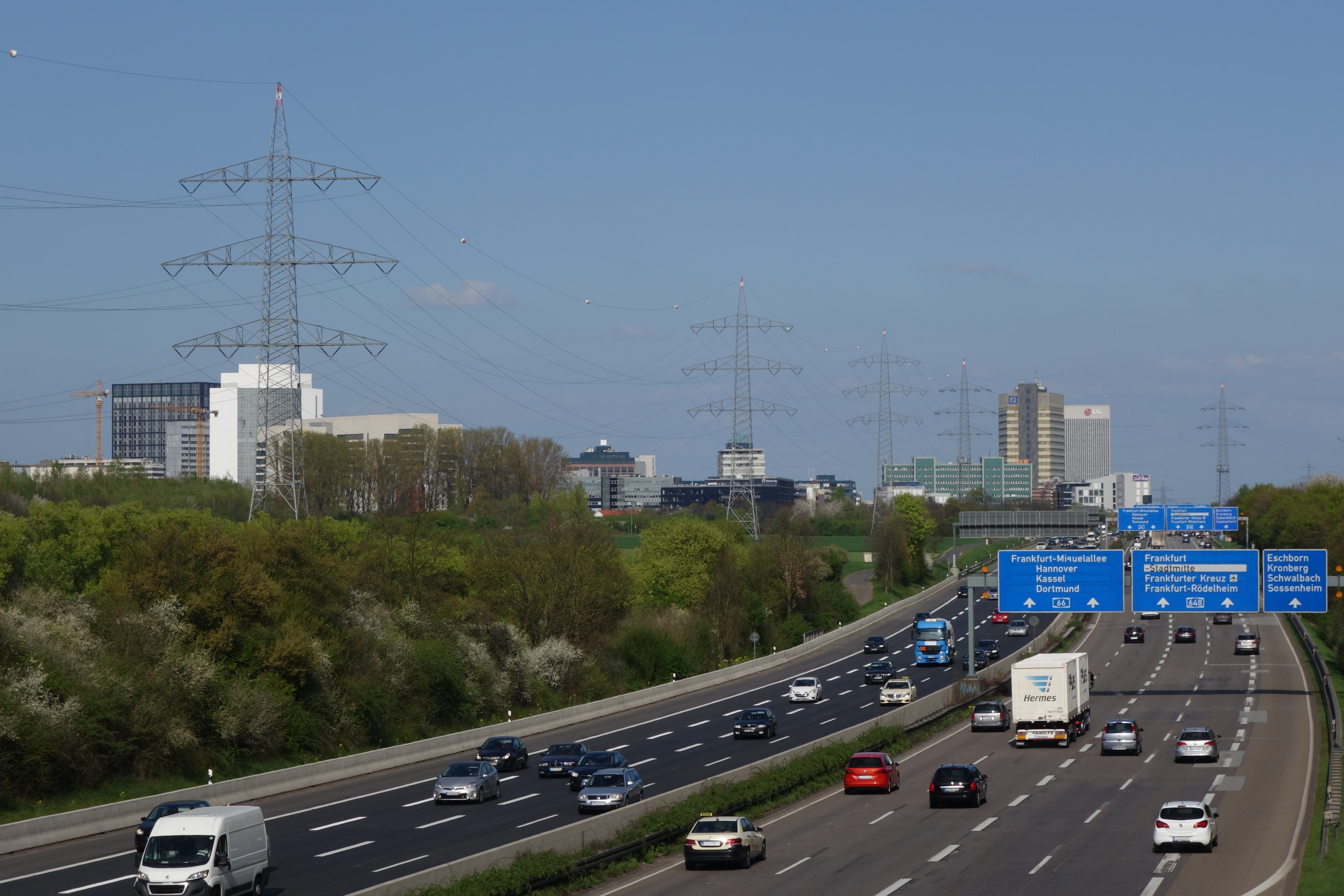
A 66 a lo largo de la frontera entre Eschborn (izquierda) y Fráncfort (derecha)

Las autopistas alemanas están exentas de cruces a nivel, peajes, disponen de calzadas separadas para ambos sentidos cada una con varios carriles, y están equipadas con zonas de entrada y salida especiales. Aunque en aproximadamente el 40% de las autopistas existe un límite de velocidad,  en el resto, se recomienda no superar los 130 km/h en días con dificultades temporales como lluvia, nieve, niebla etc. Solo pueden circular vehículos a motor que superen los 60 km/h.
La red federal de autopistas de Alemania depende actualmente de Die Autobahn Gmbh des Bundes (Die Autobahn), una empresa estatal bajo la responsabilidad del Ministerio Federal de Asuntos Digitales y Transporte. Es la cuarta de mayor tamaño detrás de la china, la estadounidense y la española. Antes del 1 de enero de 2021, los gobiernos de cada estado fueron los encargados de realizar el mantenimiento de las autopistas en nombre del Gobierno federal. Ahora recae en la Autoridad Federal de Autopistas.

## Etimología
La palabra alemana usada para denominar las autopistas es autobahn (pronunciación en alemán: /ˈaʊ̯toˌbaːn/ⓘ), una palabra creada por Robert Otzen en 1929, responsable del diseño de la primera autopista alemana. Por sus normas de escritura suelen escribir la palabra con inicial mayúscula, Autobahn, si bien lo apropiado en textos en español es escribirla en minúscula, autobahn, al ser un sustantivo común. Los alemanes usan autobahn para referirse a las autopistas de otros países, por lo que hoy en día no hay ningún motivo por el que usar autobahn en español en lugar de 'autopista'.
Más formalmente se refieren a las autopistas en el país como bundesautobahn (pronunciación en alemán: /ˈbʊndəsˌʔaʊ̯tobaːn/ⓘ) o 'autopista federal' (plural bundesautobahnen, abreviado BAB).

## Historia

### Los inicios

Mapa de la red de autopistas de Alemania.

La idea para la construcción de la primera autopista fue concebida ya durante los días de la república de Weimar por Robert Otzen en el año 1929 y el proyecto de esta nueva vía denominada «autopista» tenía ya una denominación clara: HaFraBa (Proyecto de Autopista Hamburgo-Fráncfort del Meno–Basilea). Nada que ver con las vías rápidas de competición diseñadas para la prueba de bólidos a alta velocidades AVUS ya diseñados y en funcionamiento en Berlín desde el año 1921, aunque la primera autovía con trayectos largos en el mundo fue creada unos años antes de Robert Otzen en el año 1923 en Italia para dar servicio entre Milán y Como. En el año 1932 se pudo cerrar por primera vez un tramo que unía dos ciudades de Alemania, Colonia y Bonn. La longitud de este tramo estaba cerca de los 20 km. Hoy en día se denomina a este tramo como la A 555.
La construcción de las autopistas alemanas durante los primeros años fue lenta y la mayoría de las secciones proyectadas no progresaron mucho más allá de la etapa inicial de diseño debido a los problemas económicos y de una carencia de la ayuda política. La iniciativa privada HaFraBa fue uno de los proyectos que planeó “una travesía alemana exclusiva para coches” (la palabra autobahn fue creada en 1929) desde Hamburgo en el norte de Alemania vía Fráncfort del Meno central hasta Basilea (Suiza). Algunas partes de los trayectos del HaFraBa fueron terminadas entre el final de los años 30 y los primeros años 40, siendo la construcción interrumpida en algún momento por la Segunda Guerra Mundial. 
En el año 1933 se inició un nuevo periodo al retomar el nacionalsocialismo de Adolf Hitler este ambicioso proyecto con entusiasmo, y para esta misión designó a Fritz Todt como el inspector general de la construcción de carreteras. Se ha mencionado a menudo que podría haber otra idea velada asociada a este proyecto de construcción de las autopistas, más allá de ayudar a la unidad nacional y de lograr consolidar la regulación centralizada: la idea de proporcionar la movilidad suficiente para el movimiento de fuerzas militares a lo largo y ancho del territorio alemán. Esto, sin embargo, pasa por alto el detalle de que los gradientes en las autopistas fueron diseñados y construidos antes de que se planeara la guerra. También hay que mencionar que las primeras autopistas en ser terminadas fueron los pasillos norte-sur de Hamburgo a Basilea (las A 5 y A 7 de hoy en día) y las que recorren la ruta de Berlín a Múnich (A 9) en vez de las rutas que cruzan el eje oeste-este, que hubieran sido más provechosas para los planes bélicos de Hitler. El propósito principal de las autopistas por aquel entonces era el de permitir que una gran proporción de la población fuera capaz de conducir largas distancias en sus propios coches, gozando de vistas a lo largo del trayecto. Esto explica algunas de las rutas retorcidas que hacen algunas autopistas como la que pasa por Irschenberg en la A 8 de Múnich a Salzburgo, que ofrece unas vistas espectaculares pero que es un trayecto imposible para el tráfico pesado de mercancías.
Las autopistas constituyeron la primera red logística de acceso limitado pero la más rápida del mundo, con la construcción del primer tramo desde la ciudad de Fráncfort del Meno hasta Darmstadt, cuya inauguración se produjo en 1935. La sección recta de esta autopista fue utilizada para las pruebas de velocidad del Grand Prix en la que se competía con los equipos de Mercedes-Benz y de la Auto Union, hasta que sucedió un accidente fatal en el que se vio implicado un conductor alemán popular —Bernd Rosemeyer— a comienzos de 1938. También se construyó un tramo de alta velocidad similar entre Dessau y Halle.

### Durante la Segunda Guerra Mundial

El signo indicador de las autopistas alemanas, en color azul.

Durante la Segunda Guerra Mundial se repavimentaron algunos tramos de las autopistas para su posible conversión en aeropuertos auxiliares. Los aviones se escondían en algunos de los numerosos túneles o se camuflaban en los bosques próximos. Sin embargo, la mayor parte de las vías no tenían un uso militar significativo. Los vehículos de motor, por ejemplo, no podrían llevar mercancías tan rápidamente por las autopistas o, por lo menos, no en tan gran cantidad como se podría mediante los ferrocarriles, además los tanques no podían utilizar las autopistas, ya que el peso de las orugas podría rasgar la parte superior de la calzada. Añádase a esto la escasez general de gasolina que Alemania sufrió durante gran parte de la guerra, añadido al relativamente bajo número de coches y vehículos de motor necesarios para la ayuda directa de las operaciones militares, hizo que el uso logístico de las autopistas perdiera adeptos para el transporte militar de forma significativa. Consecuentemente, la mayor parte de la carga militar y, de forma más económica, continuó siendo llevada mediante ferrocarril.

### Reconstrucción y acabado
Tras el periodo de guerra, numerosos tramos de las autopistas estaban en muy malas condiciones, dañados seriamente por los bombardeos aliados y la demolición militar. Existían, además, miles de kilómetros en las autopistas que estaban inacabados, porque su construcción se suspendió el año 1943 debido a la mayor demanda de esfuerzo bélico. En la República Federal Alemana tras la guerra, se procuró reparar lo antes posible la mayoría de las autopistas existentes. De esta forma, durante los años 1950, el gobierno de la R. F. Alemana recomenzó el programa de construcción e invirtió continuamente en nuevos tramos así como en mejoras de los tramos viejos. El acabado de los tramos incompletos duró, con algunas paradas, hasta la década de 1980. El corte de algunos tramos debido al telón de acero en 1945 hizo que se detuvieran algunas de las obras, que solamente se finalizaron tras la reunificación alemana en el año 1990. Finalmente, algunos tramos nunca se completaron, debido en parte al descubrimiento de rutas más ventajosas a medida que se construían. Algunos de estos tramos se prolongan a través del paisaje de tal forma que se pueden ver como un ejemplo único de la ruina moderna, a menudo fácilmente visible en las fotografías basadas en los satélites.[cita requerida]

### Lasautopistasde la RDA
Las autopistas en la República Democrática Alemana (RDA) y las provincias alemanas anteriores de Prusia del este, de Pomerania del este y de Silesia en Polonia así como la Unión Soviética después de que en 1945 su mayor parte quedara descuidada en comparación con los tramos de la República Federal de Alemania y Europa occidental en general. Se puede decir que recibieron mantenimiento mínimo durante los años de la guerra fría. El límite de velocidad en las autopistas de RDA era de 100 kilómetros por hora, aunque no obstante, se impusieron límites más restrictivos debido a las condiciones de la calzada. Los límites de velocidad en las autopistas de la RDA se hicieron muy rigurosos y se instauraron instrucciones especiales para su vigilancia y sanción mediante la Volkspolizei. En los años 70 y 80, el gobierno de la R.F. Alemana pagó millones de marcos alemanes a la RDA para la construcción y el mantenimiento de las autopistas del tránsito entre República Federal de Alemania y Berlín Occidental.

### Mantenimiento y desintegración de la red
Debido en la cantidad de dinero necesario para reconstruir las autopistas en el este de Alemania (ex-RDA), otras partes de la red de autopistas en Alemania fueran descuidados durante unos 25 años. Como resultado de este falta de mantenimiento, muchos puentes tienen un límite de velocidad reducido, o están cerrados para camiones. Aunque hay tramos sin límite de velocidad, debido en la gran cantidad de zonas de obras, la velocidad media por trayecto de autopista está más bajo en Alemania que en otros países en Europa. En 2021 han cerrado enteramente la autopista A45, llamado Sauerlandautobahn, al puente Talbrücke Rahmede  para toda forma de tráfico, lo que ha causado problemas de tráfico en toda la región de Lüdenscheid. 
La planificación de nuevas autopistas o reconstrucciones de puentes suele tomar más de 10 años por proyecto, lo que empeora la situación de desintegración de la red de autopistas en Alemania. Para clarificar quién está responsable para el mantenimiento de las autopistas, se ha fundado la empresa estatal 'Die Autobahn', pero el funcionamiento de 'Die Autobahn' ha sido largamente criticado por desperdiciar dinero con oficinas demasiado caras en la capital Berlín y la construcción de departamentos de mantenimiento de carreteras en lugares donde hubiera sido menos caro de cooperar con autoridades regionales que tienen edificios ya existentes.

### Evolución histórica
| Año  | Longitud (km) |
| 1935 | 108,1         |
| 1936 | 1086          |
| 1937 | 2010          |
| 1938 | 3047          |
| 1939 | 3301          |
| 1940 | 3737          |
| 2005 | 12175         |
| 2010 | 12813         |
| 2012 | 12845         |
| 2014 | 12917         |
| ---- | ------------- |

## Nomenclatura y denominación

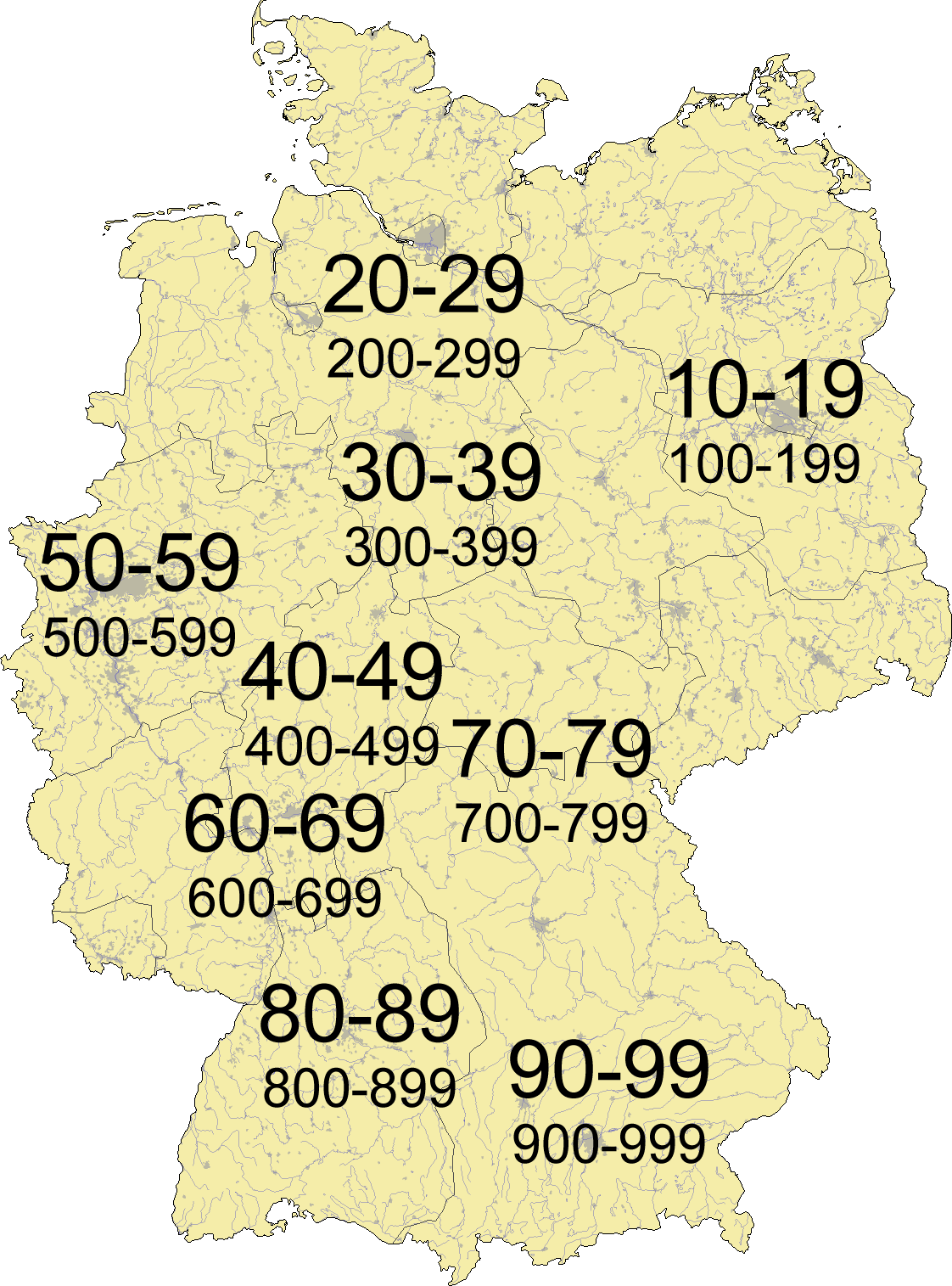
Patrón de numeración de las autopistas desde el 10 hasta el 999.

La numeración de las autopistas se introdujo en Alemania en el año 1974. Todas las autopistas se denominan con la letra "A" seguida de un espacio en blanco y un número (por ejemplo: la "A 8"). Las autopistas a partir de esta regla muestran un sistema de denominación basado en cifras, por ejemplo si la autopista tiene una única cifra: como por ejemplo la A 1 entonces con ello se quiere indicar que su radio de acción es federal, o lo que es lo mismo que la autopista cruza diversos estados alemanes. 
Si posee dos cifras junto a la letra: tal que A 24 quiere decir que su radio de acción es solo regional (en este caso conecta Berlín y Hamburgo), mientras que si tiene tres cifras: como A 999 tiene su ámbito a nivel urbano o regional. Existen otras reglas que indican dónde se ubica aproximadamente la autopista, por ejemplo la A 10 hasta la A 19 cerca de Berlín; A 20 en el norte hasta la A 99 que cae al sur, A 100 cerca de Berlín; A 200 en el norte hasta A 999 que cae al sur. Las denominaciones de las autopistas tienen otras reglas menores, por ejemplo, generalmente las que poseen una única cifra y corresponden a número par suelen recorren la dirección este-oeste y las que tienen un número impar suelen corresponder a las rutas norte-sur. 
- A 10 hasta A 19 se ubican al este de Alemania (Berlín, Sajonia-Anhalt, partes de Sajonia y Brandeburgo)
- A 20 hasta A 29 en el norte y noreste de Alemania
- A 30 hasta A 39 en Baja Sajonia (noroeste de Alemania)
- A 40 hasta A 49 en el área del Rin-Ruhr
- A 50 hasta A 59 también en el área del Rin-Ruhr
- A 60 hasta A 69 en Renania-Palatinado, Saarland y Hesse
- A 70 hasta A 79 en Turingia, norte de Baviera y partes de Sajonia
- A 80 hasta A 89 en Baden-Württemberg
- A 90 hasta A 99 en el sur de Baviera hasta el Lago de Constanza

## Uso de las autopistas

La señal de tráfico de la autopista "A 8".

| Año         | 1950  | 1955  | 1960  | 1965  | 1970  | 1975  | 1980  | 1985  | 1990  | 1995   | 1996   | 1997   | 1998   | 1999   | 2000   | 2001   | 2002   | 2003   | 2004   | 2005   | 2006   | 2007   | 2008   | 2009   | 2010   | 2011   | 2012   | 2013   | 2014   |
| Longitud km | 2.128 | 2.187 | 2.551 | 3.204 | 4.110 | 5.742 | 7.292 | 8.198 | 8.822 | 11.143 | 11.190 | 11.246 | 11.309 | 11.427 | 11.515 | 11.712 | 11.786 | 12.037 | 12.044 | 12.174 | 12.363 | 12.531 | 12.594 | 12.718 | 12.813 | 12.819 | 12.845 | 12.879 | 12.917 |

## Indicadores

Limitaciones de velocidad en Alemania. 130 km/h aconsejado en las autopistas alemanas.

### Velocidad
En la mayoría de los países europeos existen autovías con limitaciones de velocidad entre los 100 y 130 km/h para los vehículos de transporte, y con limitaciones entre los 45 y 80 km/h para los tractores. Solo en Alemania existen tramos de autovías en los que no existe limitación de velocidad. Esto significa que la velocidad máxima estará fijada por las condiciones de la carretera (tráfico, luz, tiempo atmosférico, etc.) y del automóvil (motor, seguridad, etc.). 
Sin embargo, en caso de accidente, los seguros suelen no cobrar enteramente los daños causados por chóferes que han conducido con una velocidad superior a 130 km/h, la velocidad recomendada en Autopistas en Alemania. Los chóferes que conducen tan rápido que ponen en peligro la vida de otras personas pueden ser perseguidos por la justicia, como en el caso de un millonario de Chequia, que pasó por demás de los 400 km/h con su Bugatti.

### Salida
Las salidas de las autopista se indican repetidas veces a lo largo de sus rutas mediante carteles azules que rezan "Ausfahrt" y es una de las palabras más frecuentes en las señales de tráfico.

Signo de tráfico que indica la salida en las autovías de Alemania.

En Alemania existen muy pocas salidas que apunten hacia la izquierda en el sentido de la marcha (lo normal es que sea hacia la derecha). Una de ellas se encuentra en la A 81 por Gärtringen (salida número 27) ubicada en Baden-Württemberg y fue diseñada inicialmente como un nudo de autovías sobre el aire. Las otras se encuentran en Berlín: sobre la A 100 y es la salida de Siemensdamm (número 5) y sobre la A 111 salida a Seidelstraße (número 6).